# Lei e Autoridade
Lei e Autoridade (em inglês:  Law and Authority) é um panfleto de 23 páginas escrito em inglês por Piotr Kropotkin. Foi publicado pela primeira vez em 1886 na cidade de Londres pela editora Freedom Press. Nele, Kropotkin analisa a origem do respeito à lei e à autoridade, tão enraizados no ideário das sociedades humanas. Segundo o autor, a dependência social que se tem do Direito origina-se justamente na questão do respeito absoluto às leis e às autoridades. Tal conceito é incutido nos indivíduos desde a infância e reforçado pelas mais diversas instituições e veículos de comunicação.
A supervalorização do Direito teria origem na Revolução Francesa com a ascensão da classe média. Antes desse marco, com o absolutismo monárquico, dificilmente se falava em Direito, visto que a vontade do soberano sempre prevalecia. Assim, o Direito surgiu como um avanço frente a arbitrariedade e violência do passado. Para o cidadão comum daquela época, o Direito era garantia de igualdade, o que era muito significativo, dentro de uma sociedade estamental, embora se saiba atualmente que tal promessa jamais se concretizou.
Assim, os rebeldes questionam as fundações da sociedade e, por consequência, o Direito. Não se trata de uma insurreição, e sim de uma revolução. Visto todo o trabalho legislativo, realizado de forma torpe, sem nenhum embasamento e utilizando a lei como justificativa para as mais diversas atrocidades, pregam a revolta contra a lei.
Fazendo uma análise histórica, as leis são produto da História Moderna. Primordialmente, o que possibilitou a vida em sociedade foi o sentimento social, em conjunto com os hábitos sociais. Entretanto, desejos egoístas de dominação passaram a criar novos hábitos e costumes. Além disso, o apego à rotina garante a manutenção das opressões. Conclui-se então que a lei, originada da superstição e violência, é estabelecida pelos interesses dos setores dominantes da sociedade, portanto deve ser destruída, em prol da liberdade social.
O que se pode observar, então, é que o Direito representa a fusão de hábitos sociais necessários à sobrevivência humana com costumes impostos pela classe dominante para sua própria vantagem.
Agora, assim como a história da gênese e desenvolvimento do capital foi contada pelos socialistas, a história do desenvolvimento do Direito também deve ser elucidada. O Direito, como instrumento garantidor dos resultados da pilhagem, escravidão e exploração, seguiu as mesmas fases de desenvolvimento que o capital, se completando mutuamente e se sustentando com o sofrimento humano.
Inicialmente, o Direito era parte nacional do contrato. Mas com a Igreja de um lado e os nobres do outro, o poder de criar as leis passou da nação para as ordens privilegiadas. Com as riquezas acumuladas, a Igreja estendeu sua autoridade, de modo que o Direito já não possuía mais nenhuma relação com os interesses nacionais. O mesmo se deu com os barões em relação aos servos, visto que os primeiros assumiram a função de legislador e juiz.
Com a centralização do poder na monarquia, todas as garantias judiciais foram abolidas e as penas mais cruéis passaram a ser aplicadas. Então, a Revolução Francesa iniciou a destruição desse modelo de Direito, entregando o poder de criação de leis para a burguesia, que tratou de criar um novo modelo de Direito que perpetuasse seu domínio sobre as massas, tanto que a maioria das leis criadas nesse período tinha como objetivo a proteção da propriedade privada e da riqueza acumulada com a exploração humana. A proteção da pessoa humana, que deveria ser a principal função do Direito, ocupa papel secundário.
Como o Direito atua para a manutenção da exploração e da propriedade privada, não se pode admitir a obediência às leis, de modo que a obrigação dos revolucionários do século XIX, segundo o autor, é destruir todas as leis existentes.
As milhares de leis que existem podem ser divididas em três categorias: proteção da propriedade, da pessoa humana e do governo. Ao analisar tais categorias, chega-se à conclusão da inutilidade e danosidade do Direito.
As leis sobre propriedade servem para garantir que aquilo que é roubado do produtor ou da sociedade como um todo fique nas mãos daquele que o roubou. A grande maioria das leis existe para manter o benefício de poucos sobre toda a humanidade. Tais considerações também podem ser aplicadas à segunda categoria de leis, as que protegem o governo. Mais uma vez, as leis servem para manter a máquina administrativa, que atua para a manutenção dos privilégios das elites.
Quanto à terceira categoria, as leis são igualmente injustas e danosas, devendo também ser abolidas. Os chamados crimes só existem porque a propriedade privada existe, e o medo da punição nunca impediu a ocorrência de nenhum crime, de modo que inútil a punição.
Por fim, Kropotkin conclui que o suporte do crime são a inércia, o Direito e a autoridade, pregando então pela sua completa abolição, em prol de um tratamento mais justo e humano aos indivíduos que incorrem no crime.